# Malazgirt

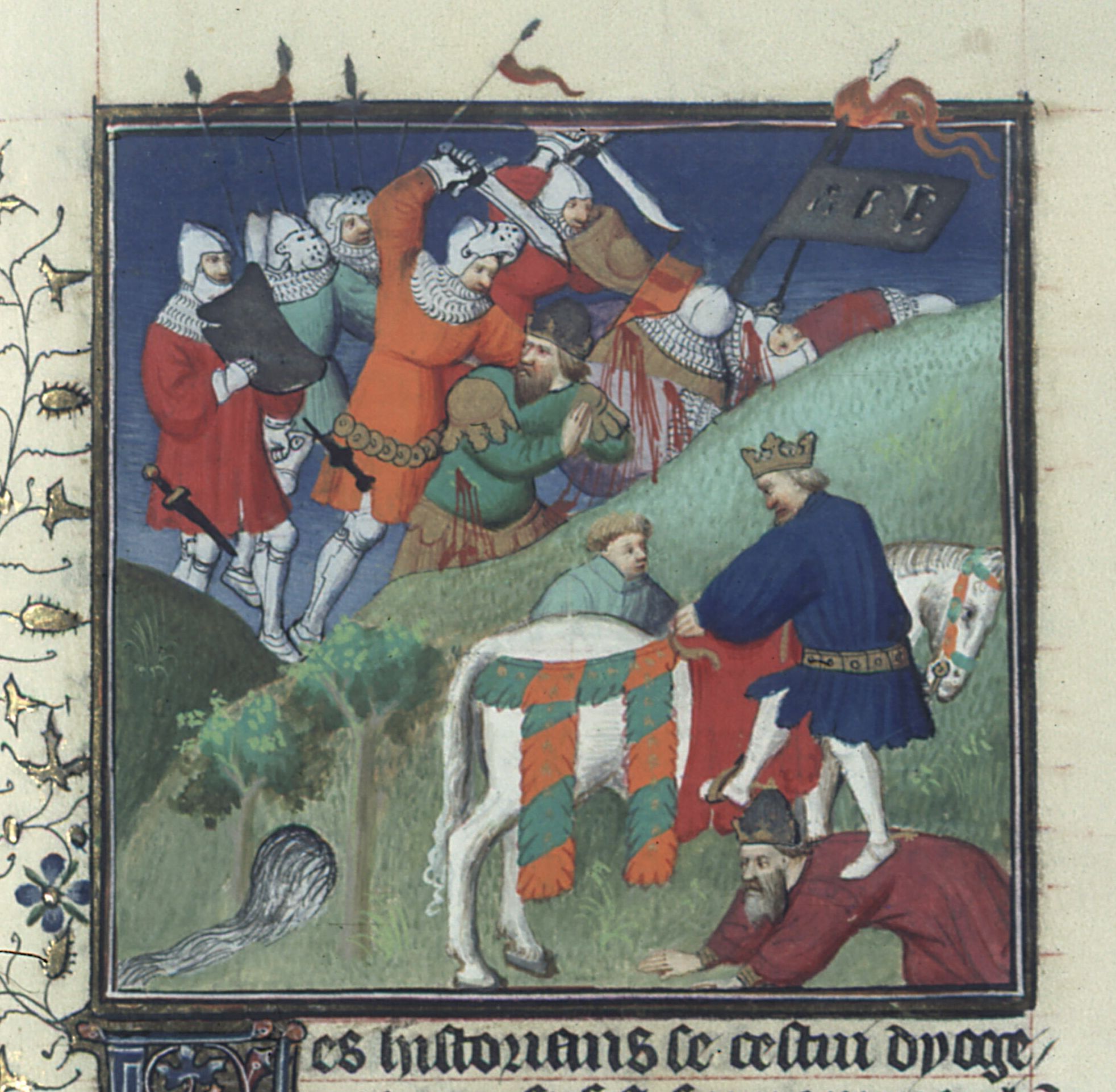
Illustration av slaget vid Manzikert år 1071.

Malazgirt (ibland även Manzikert eller Malâzgird) är en stad i provinsen Muş i östra Turkiet, belägen vid floden Murat, cirka 50 kilometer norr om Vansjön. Folkmängden uppgick till 20 477 invånare i slutet av 2011.
Manzikert var en viktig handelsplats under det antika Kungariket Armenien.
Slaget vid Manzikert utspelade sig 1071 varvid den bysantinska armén under kejsar Romanos IV besegrades av Alp Arslan som ledde en seldjukisk armé. Slagets utgång möjliggjorde för seldjukerna att etablera sig i Anatolien och bilda Rumsultanatet.